# Фрейзер, Шон
Шон Саймон Эндрю Фрейзер (англ. Sean Simon Andrew Fraser; род. 1 июня 1984, Антигониш) — канадский политик, член Либеральной партии, министр юстиции и генеральный прокурор (с 2025).
Министр жилищного строительства, инфраструктуры и местных сообществ (2023—2024).

## Биография
Окончил Лейденский университет в Нидерландах, где изучал международное право и право по защите окружающей среды, и Университет Дэлхаузи в Галифаксе. В качестве адвоката в Калгари специализировался на делах по экологическим проблемам и связанных с защитой прав человека.
По итогам парламентских выборов 2015 года в качестве кандидата Либеральной партии победил в округе Сентрал Нова. К 2021 году занимал должность парламентского секретаря министра финансов.
20 сентября 2021 года прошли досрочные парламентские выборы, по итогам которых Фрейзер подтвердил свой депутатский мандат с результатом 46,1 %; его основного соперника, консерватора Стивена Коттера (Steven Cotter), поддержали 32,3 % избирателей.
26 октября 2021 года был приведён к присяге новый состав правительства Трюдо, в котором Фрейзер получил портфель министра по делам иммиграции, беженцев и гражданства.
26 июля 2023 года в ходе серии кадровых перемещений в правительстве назначен министром жилищного строительства, инфраструктуры и местных сообществ.
20 декабря 2024 года премьер-министр Трюдо произвёл значительные кадровые перестановки в правительстве, выведя из его состава Шона Фрейзера.
13 мая 2025 года премьер-министр Марк Карни ввиду состоявшихся парламентских выборов произвёл масштабные кадровые перемещения в Кабинете, в числе прочих мер назначив Фрейзера министром юстиции и генеральным прокурором.